# Китченко, Павел Семёнович
Павел Семёнович Китченко (1913—1973) — подполковник Советской Армии, участник Великой Отечественной войны, Герой Советского Союза (1943).

## Биография
Павел Китченко родился 17 августа 1913 года в селе Качаловка (ныне — Краснокутский район Харьковской области Украины).
После окончания восьми классов школы и одного курса фармацевтического рабфака Китченко работал в колхозе. В 1930 году он переехал в город Шахты Ростовской области, где окончил горнопромышленное училище и работал электрослесарем на шахте.
В 1936-1938 годах служил в Рабоче-Крестьянской Красной Армии. В 1940 году Китченко повторно был призван в армию, участвовал в боях советско-финской войны. В июне 1941 года он в третий раз был призван на службу. В 1942 году Китченко окончил 2-е Харьковское танковое училище. Участвовал в Сталинградской битве, в октябре 1942 года получил ранение. Вернувшись после госпиталя на фронт, Китченко участвовал в освобождении Украинской ССР. К октябрю 1943 года лейтенант Павел Китченко командовал взводом 586-го танкового батальона 219-й танковой бригады 1-го механизированного корпуса 37-й армии Степного фронта. Отличился во время битвы за Днепр.
В ночь с 1 на 2 октября 1943 года под массированным вражеским огнём взвод Китченко переправился через Днепр в районе села Мишурин Рог Кременчугского района Полтавской области Украинской ССР и принял активное участие в освобождении ряда близлежащих населённых пунктов. Противник предпринял 19 контратак, но танкисты все их успешно отбили, уничтожив около 20 орудий, 5 батарей миномётов, 45 пулемётов, около 800 вражеских солдат и офицеров. В ночь с 15 на 16 октября 1943 года взвод Китченко захватил безымянную высоту и удержал её до подхода основных сил, отражая ожесточённые контратаки противника. Китченко в том бою получил контузию, но продолжал сражаться.
Указом Президиума Верховного Совета СССР от 20 декабря 1943 года за «проявленное мужество и героизм» лейтенант Павел Китченко был удостоен высокого звания Героя Советского Союза с вручением ордена Ленина и медали «Золотая Звезда» за номером 2741.
В дальнейшем Китченко участвовал в освобождении Белорусской ССР, Польши, боях в Германии. 11 марта 1945 года на Одере он получил тяжёлое ранение. После окончания войны Китченко продолжил службу в Советской Армии. В 1949 году он окончил Ленинградскую высшую офицерскую бронетанковую школу. В 1960 году в звании подполковника Китченко был уволен в запас. Проживал в городе Василькове Киевской области, работал сначала диспетчером автохозяйства, затем мастером на местном заводе холодильников. Умер 24 февраля 1973 года.

## Награды и звания
Награждён двумя орденами Красного Знамени, орденом Отечественной войны I и II степеней, рядом медалей.
Почётный гражданин Глуска (1969)

## Память
В честь Китченко названы улицы в Василькове и Клецке.